# Церква Святителя Луки та Архангела Михаїла
Церква Святителя Луки та Архангела Михаїла — дерев'яна церква в Одесі. При церкві знаходиться комплекс релігійних споруд, а саме дзвіниця, водосвятна каплиця і будівля духовно-просвітницького центру. Храм збудований на кошти родини Михайла Зіновійовича Рафаєвича за підтримки Валерія Миколаєвича Запорожана і Владлени Геннадіївни Дубініною.
Храм підпорядкований Українській православній церкві, був споруджений у 2010 році без єдиного цвяха менш ніж за 5 місяців. Храм став першим в Одесі дерев'яним храмом. При храмі організований духовно-просвітницький центр, який містить недільні школи для дітей та дорослих, бібліотеку, трапезну, спортивний зал і ряд інших приміщень, де можна вести соціальну діяльність.
Храм присвячений Святителю Луці та Архангелу Михаїлу, був освячений 21 листопада 2010 року митрополитом Одеським та Ізмаїльським Агафангелом.